# Sin Joon-sik
Sin Joon-sik   () és un taekwondista sud-coreà, ja retirat, guanyador d'una medalla olímpica.
El 2000 va prendre part en els Jocs Olímpics d'Estiu de Sydney, on guanyà la medalla de plata en la prova del pes lleuger del programa de taekwondo.
En el seu palmarès també destaca una medalla d'or en els Jocs Asiàtics de 2002.